# Arthur Smith Woodward

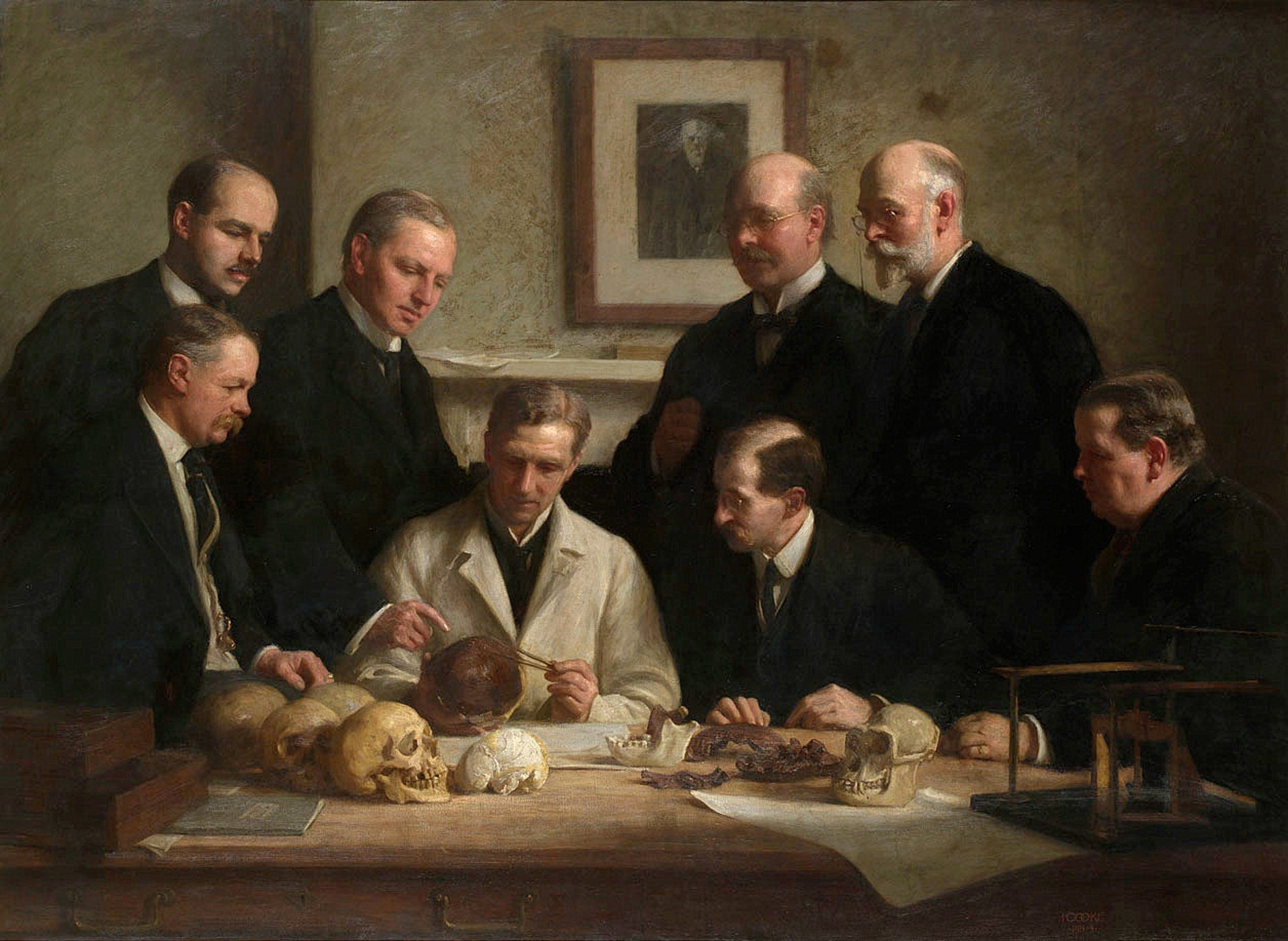
Woodward è il quarto in piedi partendo da sinistra

Arthur Smith Woodward (Macclesfield, 23 maggio 1864 – Haywards Heath, 2 settembre 1944) è stato un paleontologo britannico.

## Biografia
Nato a Macclesfield, nel Cheshire, frequenta il college di Owens. Si unisce al dipartimento di geologia del Natural History Museum nel 1882, diventandone assistente custode nel 1892 e custode nel 1901. Viene nominato segretario della Paleontographical Society e nel 1904 diventa presidente della Geological Society of London, mentre 3 anni prima venne accolto come compagno della Royal Society.
Fu un grande esperto mondiale di pesci fossili, e scrisse il suo Catalogue of the fossile fishes in the British Museum (1889-1901). I suoi numerosi viaggi di ricerca lo portarono in Sudamerica e in Grecia. Nel 1901 su incarico del Natural History Museum effettua degli scavi presso Pikermi, trovandovi resti fossili animali. Il suo prezioso contributo alla paleontologia gli valse numerosi riconoscimenti, come la Royal Medal nel 1917, la Medaglia Lyell e la Medaglia Wollaston della Geological Society, la Medaglia Linneana e la Medaglia Clarke della Royal Society of New South Wales nel 1914. Nel 1942 ricevette il Mary Clark Thompson Medal dalla National Academy of Sciences.
La reputazione di Woodward perse prestigio a causa dell'Uomo di Piltdown, al quale lo studioso aveva assegnato la validità di scoperta di un nuovo ominide, rivelatosi però un falso, qualche anno dopo la morte del paleontologo..